# 公共服務及組織績效評審委員會
公共服務及組織績效評審委員會（葡萄牙語：Comissão de Avaliação dos Serviços Públicos e do Desempenho Organizacional，葡文縮寫：CASPDO）是隸屬澳門特別行政區政府的官方評審機構，負責評審澳門特別行政區公共部門及實體，以及協助政府研究及推行能提升各公共部門及實體素質、效率及績效的措施，尤其是服務承諾計劃及績效評審制度。

## 職權
- 訂定各公共部門及實體素質、效率及績效的評審準則；
- 評審各公共部門及實體的素質、效率及績效，並定期將評審結果上報監督實體；
- 以適當的證明書認可公共部門及實體的素質、效率及績效；
- 對提升公共部門及實體素質、效率及績效的計劃發表意見；
- 向澳門特別行政區政府建議能激勵公共部門及實體達到更高素質、效率及績效標準的措施；
- 對收到的且屬本身職權範圍的任何事務發表意見；
- 編撰年度活動報告送交行政法務司司長；
- 制訂“評審委員會”的內部規章送上級核准。

## 組織法例
- 第69/2007號行政長官批示（2007年2月22日《澳門特別行政區公報》)設立 《公共服務評審委員會》。
- 第69/2010號行政長官批（2010年3月22日《澳門特別行政區公報》)修改第69/2007號行政長官批示。
- 第92/2016號行政長官批示（2016年4月11日《澳門特別行政區公報》)修改第69/2007號行政長官批示第五款、第六款及第八款。
- 第61/2019號行政長官批示（2019年4月23日《澳門特別行政區公報》)修改第69/2007號行政長官批示第一款至第四款及第十二款。
- 第6/2019號行政法務司司長批示（2019年6月3日《澳門特別行政區公報》)核准第69/2007號行政長官批示附件三第五條所規定的公共部門及實體的公共服務及組織績效評審制度的評審準則。

## 組成
公共服務及組織績效評審委員會由公共行政、績效管理和電子政務等領域的專家組成，包括：
- 行政公職局局長
- 澳門大學代表一名
- 澳門理工大學代表一名
- 澳門旅遊大學代表一名
- 澳門生產力暨科技轉移中心代表一名
- 屬公共行政、績效管理或電子政務等領域的專家兩名